# 永田出入口

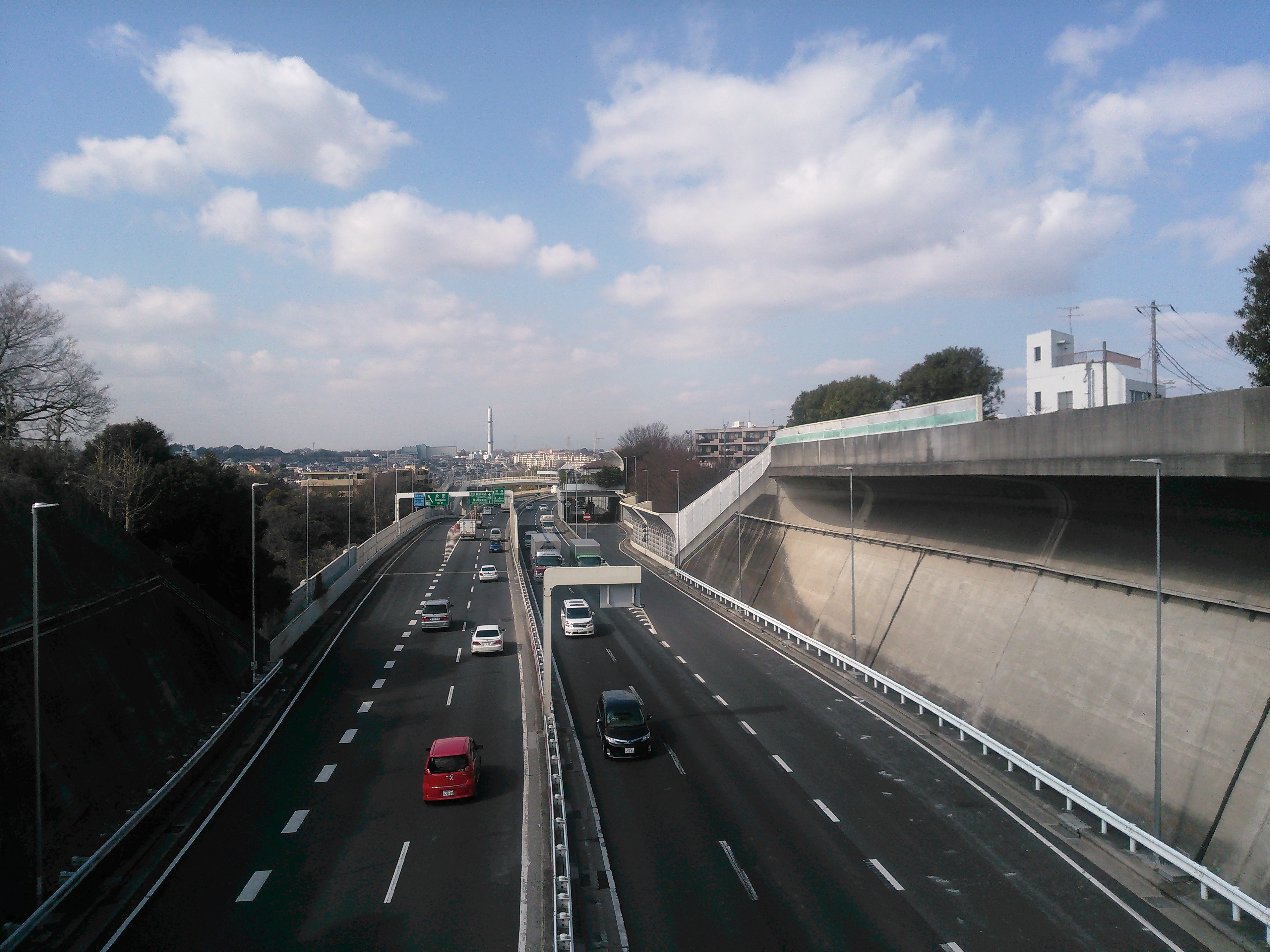
永田出口付近

永田出入口（ながたでいりぐち）は、神奈川県横浜市南区にある首都高速道路神奈川3号狩場線の出入口である。本牧JCT方面入口、狩場JCT方面出口のみのハーフICである。狩場JCTには一般街路との出入口がないため、本出口が狩場線の最終出口となる。
2025年（令和7年）8月2日より入口料金所がETC専用になっている。

## 構造

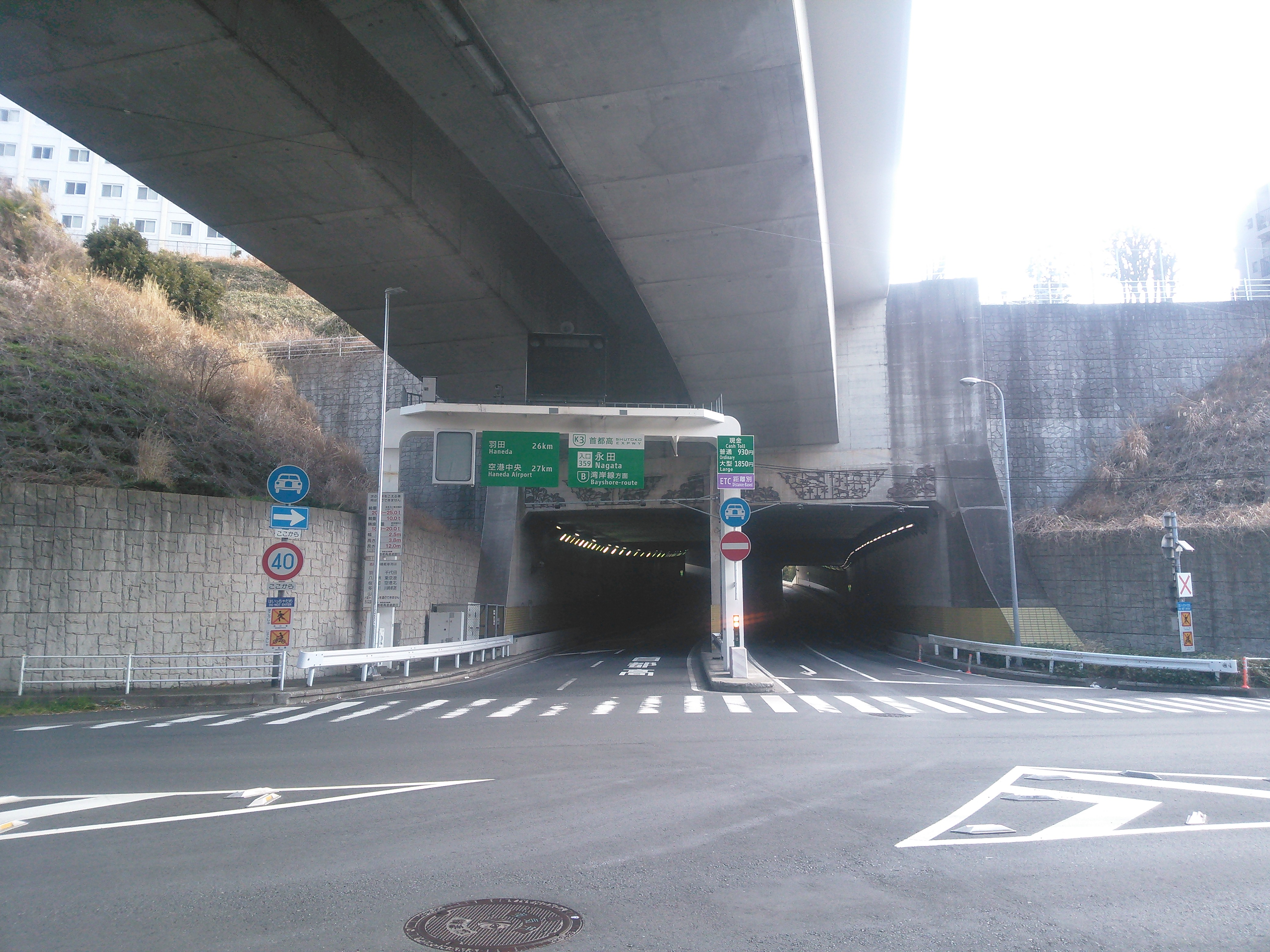
永田入口。トンネル構造となっている

狩場線が市道保土ヶ谷宮元線の切通しを越える、保土ヶ谷高架橋の下に位置する。ランプウェイは本線の下をトンネルでくぐり、高架橋下の交差点で市道と接続する。高架橋の石川町側の橋台はトンネルと一体構造となっている。保土ヶ谷高架橋は長さ66.7m、市道の路面からの高さは15mで、PC箱桁ラーメン橋構造である。本出入口は南区と保土ケ谷区の区境付近に位置し、料金所および本線との分合流部は南区南太田4丁目、市道との交差点は保土ケ谷区岩井町と同瀬戸ケ谷町との境に位置する。

## 接続道路
- 横浜市道84号保土ヶ谷宮元線（環状1号線）

## 標識の表示
出口
- 出口 : 永田
- 番号 : 359
- 方面 : 保土ヶ谷 井土ヶ谷

入口
- 入口 : 永田
- 番号 : 359

## 周辺
- 保土ケ谷駅
- 井土ヶ谷駅
- 国道1号
- 清水ヶ丘公園

## 料金所
- レーン数：2
  - ETC/サポート：1
  - 閉鎖中：1

## 隣
首都高速神奈川3号狩場線
(357)花之木出入口 - (359)永田出入口 - 狩場TB - 狩場JCT - (E16横浜横須賀道路・E16横浜新道に直結)